# Premis Ondas 1998
Els Premis Ondas 1998 van ser la quaranta-cinquena edició dels Premis Ondas, fallats el 28 d'octubre de 1998. La gala d'entrega dels premis del 12 de novembre fou retransmesa des del Palau Nacional al Canal+. Va ser presentada per Iñaki Gabilondo i Gemma Nierga, i comptà amb les actuacions de Mike Oldfield, Joaquín Sabina, Francisco Céspedes i Niña Pastori.

## Nacionals de ràdio
- Millor programa de difusió nacional: "Hora 25", de Carlos Llamas de la Cadena SER
- Millor programa de radio local: García Lorca: la resurrección de Broadcaster SL
- Millor presentador de programa musical: Joaquín Luqui de Cadena 40 Principales/ SER
- Millor cobertura d'un esdeveniment nacional o internacional: A tots els periodistes dels Serveis Informatius de totes les emissores del País Basc personalitzats en els Serveis Informatius de RNE
- Millor programa o espai radiofònic que destaqui per la seva originalitat, innovació o servei a la societat:Protagonistas de Luis del Olmo, pels 25 anys d'existència. Onda Rambla/Onda cero
- Esment especial del Jurat: Manuel Marlasca García pel programa especial sobre l'Euro realitzat a Brussel·les els dies 1,2 i 3 de, de maig de 1998 de Radio Voz

## Internacionals ràdio
- Powodz wszystkich palakow de Polskie Radio.
- The Change in Farming de Canadian Broadcasting Corporation
- Caly wasz, czyli jak wielka przetocyla sie przez mala wies, Polskie Radio

## Nacionals televisió
- Millor sèrie: Periodistas de Tele 5
- Millor programa d'entreteniment: La parodia nacional d'Antena 3
- Millor labor professional: José Ángel de la Casa de TVE
- Programa més innovador: Malalts de tele de TV3
- Millor programa especialitzat: Del 40 al 1 de Canal +
- Premi especial del jurat: Lina Morgan
- Menció especial: Tío Willy de TVE

## Internacionals televisió
- Taxa de DR TV
- Passe-moi les jumelles!: Chasseurs au pinceau de RTS 1
- Proces a Pinochet, 30 minuts, TV3

## Iberoamericans
- 50è Aniversari de Caracol Radio, Colòmbia
- A dos voces dedicat als nens desapareguts a Argentina de canal Todo Noticias, ARTEAR

## Cinema
- Millor director: Manuel Gutiérrez Aragón per Cosas que dejé en La Habana
- Millor actor: Javier Cámara per Torrente, el brazo tonto de la ley
- Millor actriu: Najwa Nimri per Los amantes del Círculo Polar i Abre los ojos
- Millor pel·lícula espanyola: Los amantes del Círculo Polar de Julio Médem
- Premi Cinemanía: Alejandro Amenábar
- Premi especial del jurat: La primera noche de mi vida, de Miguel Albaladejo

## Música
- Millor cançó: Corazón partío, de Alejandro Sanz
- Millor clip: Depende, de Jarabe de Palo Realizado por Fernando de France
- Millor artista o grup espanyol: Ella baila sola
- Millor artista o grup llatí: Compay Segundo
- Millor artista o grup revelació espanyol: La Oreja de Van Gogh
- Millor artista o grup revelació llatí ex aequo: Molotov i Francisco Céspedes
- Millor àlbum: Depende, de Jarabe de Palo
- Millor artista o grup en directe: Manolo García
- A la labor més notòria en la música clàssica: Victòria dels Àngels
- Ondas especial de l'Organització per la seva trajectòria en la música popular espanyola: Joaquín Sabina
- Ondas especial de l'organització per la seva carrera musical universal: Mike Oldfield
- Esment especial del Jurat a tota una carrera dedicada al flamenc: Antonio Fernández Díaz "Fosforito"